# دوباره می‌بینمت
«دوباره می‌بینمت» (به انگلیسی: See You Again) ترانه‌ای از رپر آمریکایی، ویز خلیفا به همراه خواننده آمریکایی، چارلی پوث است. این آهنگ برای موسیقی متن فیلم سریع و خشن ۷ و ادای احترام به پل واکر سفارش داده شد، کسی که در ۳۰ نوامبر ۲۰۱۳ در یک تصادف تک‌اتوموبیله، در والنسیا، کالیفرنیا درگذشت.
موزیک ویدیو این آهنگ از ۱۰ ژوئیه تا ۴ اوت ۲۰۱۷ بیشترین بازدید را در یوتیوب داشت. «دوباره می‌بینمت» در پنجاه و هشتمین دوره جوایز سالانه گرمی، سه نامزدی دریافت کرد: آهنگ سال، بهترین اجرای دو نفره یا گروه پاپ و بهترین آهنگ نوشته شده برای رسانه‌های تصویری؛ این آهنگ همچنین در فهرست نهایی آهنگ سال جوایز موسیقی بی‌بی‌سی قرار گرفت و نامزد بهترین ترانه غیراقتباسی در هفتاد و سومین دوره جوایز گلدن گلوب نیز شد. «دوباره می‌بینمت» با فروش ترکیبی و استریم‌هایی معادل ۲۰٫۹ میلیون بر اساس IFPI، پرفروش‌ترین آهنگ سال ۲۰۱۵ در سراسر جهان بود.

## توسعه
دوباره می‌بینمت توسط دی‌جی فرانک ای، چارلی پوث، ویز خلیفه و اندرو سیدار نوشته شد. این آهنگ توسط دی‌جی فرانک ای، چارلی پوث و اندرو سیدار تولید شد، و میکس و مسترینگ آن توسط منی ماروکوئین انجام شد. فرانک ای و پوث توسط شرکت انتشاراتی خود، Artist Publishing Group، برای توسعه یک ملودی که بتواند به بازیگر پاول واکر برای فیلم Furious 7 (2015) ادای احترام کند، دعوت شدند. سپس، رئیس این شرکت، بن ماداهی، اولین جلسه برای ضبط استودیویی را در استودیویی در لس آنجلس با حضور پوث و دی جی فرانک ترتیب داد. 
پوث، در مورد اولین جلسه استودیویی برای این آهنگ، گفت که وقتی به استودیو رفت «[تهیه‌کنندگان] روی این آهنگ کار می‌کردند» و آکوردهای «دوباره می‌بینمت» از قبل وجود داشت، اما این یک تولید « سینتی » برای یک « آهنگ رقص » بود، و او بعداً ایده آهنگ را به عنوان یک تصنیف پیانو پیشنهاد داد. پوث گفت که هنگام نوشتن اشعار آهنگ، با یادآوری ویل سرولو، دوست پوث از دوران تحصیل در کالج موسیقی برکلی که در سال ۲۰۱۲ در یک تصادف موتورسیکلت درگذشت، از نظر احساسی به آن وابسته شده است. خروجی پوث و دی‌جی فرانک ای از این جلسه توسط فیلمسازان Furious 7 ، Universal Pictures و Atlantic به خوبی مورد استقبال قرار گرفت. در نتیجه، به این آهنگ سفارش داده شد تا شامل اشعار رپ بر اساس موضوع خانواده، همراه با آواز پوث و ملودی پیانو باشد . سپس آهنگ مراحل نت‌نویسی و تولید گسترده‌ای را طی کرد. قبل از انتخاب نسخه ویز خلیفه ، به چندین رپر دیگر از جمله امینم ، 50 سنت و تایگا پیشنهاد ضبط بخش‌های رپ آهنگ داده شد. پوث گفت که در ابتدا تمایلی به اجازه دادن به ناشر موسیقی متن فیلم، آتلانتیک رکوردز ، برای انتخاب صدای او برای این آهنگ نداشت. پوث در مصاحبه‌ای با لس‌آنجلس تایمز به یاد آورد: «به نظر می‌رسید که از ناکجاآباد اتفاق افتاده است. و اساساً 10 دقیقه بعد، من و جاستین (فرانکز [دی‌جی فرانک ای]) آن را نوشتیم، آن را ارسال کردیم و فکر کردم دیگر هرگز درباره آن نخواهیم شنید». پوث در برنامه هاوارد استرن فاش کرد که آتلانتیک در ابتدا می‌خواست یک خواننده جاافتاده‌تر را برای خواندن قسمت خود استخدام کند و از کریس براون ، سم اسمیت ، جیسون درولو و دیگران خواست تا نسخه‌های خود را از بخش همخوانی آهنگ ضبط کنند. پوث اظهار داشت که ادل، خواننده بریتانیایی، نیز «می‌خواست آن را حذف کند». به گفته پوث، «هیچ‌کدام از آوازها حس [درست] را نداشتند... چیزی که من به‌طور خاص در موردش می‌خواندم، در صدای آنها شنیده نمی‌شد. فکر می‌کنم کریس براون به آن نزدیک‌تر بود، اما در نهایت، خوشبختانه من، با صدای من همراه شدند.»
این آهنگ برای پخش در پایان فیلم انتخاب شد. پس از مراسم خداحافظی برایان اوکانر از دنیای بازیگری، این آهنگ را می‌توان در حالی که برایان و دومینیک تورتو در یک جاده کوهستانی رانندگی می‌کنند و با رسیدن به یک دوراهی از هم جدا می‌شوند، شنید.

## ترکیب
"See You Again" یک ترانه بالاد در سبک هیپ هاپ و پاپ رپ است.  این ترانه در کلید سی بمل ماژور و با کسر میزان ۴/۴ نوشته شده است و دارای سرعت ۸۰ تندا (اندانته/آندانتیو) است.  قسمت کرال ترانه دارای ۱۸۰ لایه صدای بک وکال است. 

## عملکرد تجاری

### آمریکای شمالی
در ایالات متحده، «دوباره می‌بینمت» در تاریخ ۱۹ مارس ۲۰۱۵، در جدول‌های ۱۰۰ آهنگ داغ بیلبورد و آهنگ‌های داغ آر اند بی/هیپ هاپ ، به ترتیب در رتبه‌های ۱۰۰ و ۲۹ قرار گرفت و فروش هفته اول آن ۲۵۰۰۰ نسخه بود. در جدول منتشر شده برای ۱۸ آوریل ۲۰۱۵، این آهنگ از رتبه ۸۴ به رتبه دهم در ۱۰۰ آهنگ داغ بیلبورد صعود کرد و با فروش ۱۶۸۰۰۰ نسخه، به عنوان «افزایش‌دهنده دیجیتال» جدول در آن هفته شناخته شد. صعود آن به جمع ده آهنگ برتر، بزرگترین صعود این جدول از زمان آهنگ «غرش» کیتی پری (۲۰۱۳) بود. در هفته پنجم، «دوباره می‌بینمت» ۴۶۴,۰۰۰ نسخه فروخت و از رتبه دهم به رتبه اول در جدول ۱۰۰ آهنگ داغ بیلبورد ارتقا یافت . این آهنگ دومین رتبه اول خلیفه در جدول، پس از «سیاه و زرد» (۲۰۱۱) و اولین رتبه پوث را رقم زد. این آهنگ به مدت ۱۲ هفته غیر متوالی در صدر جدول ۱۰۰ آهنگ داغ بیلبورد قرار داشت. پس از هفته دوازدهم، سرانجام آهنگ موفق «تشویق‌کننده» از اومی ، جایگاه اول را از آن خود کرد . این آهنگ یکی از 33 آهنگی است که حداقل ۱۰ هفته در جدول ۱۰۰ آهنگ داغ بیلبورد به رتبه اول رسیده است.  این آهنگ همچنین به ترتیب به مدت چهار هفته و سه هفته در صدر جدول ۴۰ آهنگ برتر جریان اصلی و نمودار ریتمیک قرار گرفت. این آهنگ همچنین به مدت ۱۴ هفته در صدر جدول آهنگ‌های داغ رپ و آهنگ‌های داغ آر اند بی هیپ هیپ قرار گرفت. تا تاریخ ۷ ژوئیه ۲۰۱۶، آلبوم «دوباره می‌بینمت» در مجموع ۴,۱۲۲,۹۳۸ نسخه در ایالات متحده فروخته است.
این آهنگ رکورد بیشترین پخش در یک روز در اسپاتیفای در ایالات متحده را در اختیار دارد. این آهنگ رکورد بیشترین پخش در یک هفته در سراسر جهان را از ۶ تا ۱۲ آوریل (۲۱.۹ میلیون بار پخش) و در بریتانیا در یک هفته (۳.۷۲ میلیون بار پخش از ۲۰ تا ۲۶ آوریل ۲۰۱۵) شکست، که توسط آهنگ " منظورت چیه؟ " از جاستین بیبر ( ۳.۸۷ میلیون بار پخش از ۱۷ سپتامبر تا ۲۳ سپتامبر ۲۰۱۵) شکسته شد.

### اروپا و اقیانوسیه
«دوباره می‌بینمت» در جدول تک‌آهنگ‌های بریتانیا که برای ۱۲ آوریل ۲۰۱۵ منتشر شد، تنها از طریق پخش آنلاین، در رتبه ۲۲ قرار گرفت. این آهنگ در آن هفته ۱.۸ میلیون پخش در بریتانیا را ثبت کرد. پس از انتشار دیجیتال، این آهنگ در تاریخ ۱۹ آوریل ۲۰۱۵ به رتبه اول جدول صعود کرد. در آن هفته ۱۹۳۰۰۰ نسخه فروخت و به سریع‌ترین تک‌آهنگ پرفروش در بریتانیا در سال ۲۰۱۵ تبدیل شد. این آهنگ همچنین رکورد پخش آنلاین را در بریتانیا در آن هفته با مجموع ۳.۶۸ میلیون پخش در آن هفته شکست. این دومین رتبه اول خلیفه در جدول - پس از حضور او در آهنگ «تلفن پولی» (۲۰۱۲) از گروه مارون ۵ - و اولین رتبه پوث را رقم زد. «دوباره می‌بینمت» در اولین هفته حضورش در رتبه اول، ۱۴۲۰۰۰ نسخه فروخت و رکورد پخش آنلاین خود را با ۳.۷۲ میلیون پخش در آن هفته شکست. آهنگ «Cheerleader» از اومی هفته بعد جای «See You Again» را در رتبه اول گرفت و تقریباً ۱۰۰۰ نسخه بیشتر از «See You Again» که در رتبه دوم قرار داشت، فروخت.
در نیوزیلند، «دوباره می‌بینمت» در رتبه ۳۴ جدول تک‌آهنگ‌های نیوزیلند در تاریخ ۳۰ مارس ۲۰۱۵ آغاز به کار کرد. این آهنگ در هفته سوم خود در صدر جدول قرار گرفت و به اولین تک‌آهنگ شماره یک خلیفه و پوث در این کشور تبدیل شد. در استرالیا، «دوباره می‌بینمت» از رتبه ۵۹ به رتبه اول جدول تک‌آهنگ‌های استرالیا که در ۱۱ آوریل ۲۰۱۵ منتشر شد، ارتقا یافت و اولین آهنگ شماره یک خلیفه و پوث در این جدول بود. صعود این آهنگ به رتبه اول، بزرگترین صعود در تاریخ جدول تک‌آهنگ‌های استرالیا بود.

## موزیک ویدئو
موزیک ویدئوی «دوباره می‌بینمت» توسط مارک کلاسفلد کارگردانی شده است. این موزیک ویدیو در ۶ آوریل ۲۰۱۵ در یوتیوب آپلود شد.

### پیشینه
موزیک ویدیوی «دوباره می‌بینمت» از ۱۰ جولای تا ۴ آگوست ۲۰۱۷، پربازدیدترین ویدیوی یوتیوب و از ۲۷ آگوست ۲۰۱۶ تا ۲۵ جولای ۲۰۱۷، پربازدیدترین ویدیوی سایت بود. تا ۱۸ مه ۲۰۲۵، این موزیک ویدیو بیش از ۶.۶ میلیارد بازدید و بیش از ۴۵ میلیون لایک دریافت کرده است که آن را به ششمین ویدیوی پربازدید و پنجمین ویدیوی پربازدید سایت تبدیل می‌کند. این دومین ویدیویی بود که دو میلیارد و سه میلیارد بازدید، سومین ویدیویی بود که به چهار میلیارد بازدید و چهارمین ویدیویی بود که به پنج میلیارد بازدید رسید.

### خلاصه داستان
این ویدیو با نمایی از بالای صخره‌ای در غروب آفتاب آغاز می‌شود و پس از آن خلیفه در حال قدم زدن در یک جاده بزرگراهی است. سپس پوث در حالی که پشت پیانویی که بین دو ماشین قرار دارد نشسته و می‌نوازد، در حال خواندن سرود همخوانی نشان داده می‌شود. اشعار رپ خلیفه و پوث در حال خواندن سرود همخوانی دوم و اجرای بریج با تصاویری از فیلم خشمگین ۷ در هم آمیخته شده است . پس از پل، صحنه پایانی فیلم، دومینیک تورتو ( وین دیزل ) و برایان اوکانر ( کدی واکر ، که جای برادرش، پاول، را پر می‌کند) را نشان می‌دهد که با هم رانندگی می‌کنند، در ماشین‌هایشان توقف می‌کنند و قبل از اینکه در جاده‌های جداگانه به سمت غروب آفتاب حرکت کنند، برای آخرین بار به یکدیگر لبخند می‌زنند. پس از اینکه دوربین به سمت آسمان حرکت می‌کند، صفحه سفید می‌شود، عبارت "برای پاول" روی صفحه ظاهر می‌شود و ویدیو پایان می‌یابد.

### پذیرش
این ویدیو از ۱۰ ژوئیه ۲۰۱۷، زمانی که از " Gangnam Style " اثر Psy پیشی گرفت، تا 4 آگوست همان سال، که توسط " Despacito " اثر Luis Fonsi با همراهی Daddy Yankee پیشی گرفت، پربازدیدترین ویدیو در یوتیوب بود. این ویدیو در جوایز موسیقی MTV ۲۰۱۵ نامزد دریافت جایزه بهترین ویدیوی هیپ هاپ و بهترین همکاری شد ، اما هر دو را از دست داد. در ۲۷ آگوست ۲۰۱۶، موزیک ویدیو از "Gangnam Style" به عنوان محبوب‌ترین ویدیوی یوتیوب در تمام دوران پیشی گرفت ، پس از اینکه "Gangnam Style" تقریباً ۴ سال این رکورد را در اختیار داشت.

## اجراهای زنده
خلیفه و  و پوث آهنگ «دوباره می‌بینمت» را به صورت زنده در برنامه‌ی «امشب با اجرای جیمی فالون» در مارس ۲۰۱۵ و در قسمتی از برنامه‌ی «شنبه شب زنده» در مه ۲۰۱۵ اجرا کردند. دیزل همچنین این آهنگ را به عنوان ادای احترامی به پل واکر در مراسم جوایز فیلم MTV ۲۰۱۵ به صورت زنده اجرا کرد. خلیفه و پوث این آهنگ را در برنامه‌ی «الن دی‌جنرس» در آوریل ۲۰۱۵ دوباره اجرا کردند. خلیفه و پوث همچنین این آهنگ را در مراسم جوایز منتخب کودکان ۲۰۱۶ اجرا کردند.
در ۳۱ ژانویه ۲۰۲۰، خلیفه و پوث آهنگ «دوباره می‌بینمت» را به صورت زنده در طول نیمه اول بازی پورتلند تریل بلیزرز-لس آنجلس لیکرز در استیپلز سنتر در لس آنجلس، به عنوان ادای احترام به کوبی برایانت ، دخترش جیانا و هفت قربانی دیگر سقوط هلیکوپتر کالاباساس اجرا کردند. در ۱۵ ژانویه ۲۰۲۴، پوث و گروه The War and Treaty آهنگ «دوباره می‌بینمت» را به همراه «من آنجا خواهم بود برای تو» در هفتاد و پنجمین دوره جوایز امی ساعات پربیننده ، در بخش «یادبود» اجرا کردند.